# Filtre compact
Pour les articles homonymes, voir filtre.
Un filtre compact est une solution de traitement des eaux usées domestiques (douche, toilette, lavabo, etc.). Elle fonctionne selon le même principe qu'une station d’épuration.

## Contexte en France
Les particuliers non reliés au réseau de collecte de leur commune doivent disposer d’un système d’assainissement individuel conforme aux nouvelles normes épuratoires fixées par la LEMA (Loi sur l'eau et les milieux aquatiques) de 2006. « La responsabilité d’assainir les eaux sales domestiques et de les renvoyer au milieu naturel, après traitement adéquat, peut être publique (une collectivité locale) ou privée (le propriétaire de l’habitation) ».
L’assainissement non collectif ou ANC désigne « tout système d'assainissement effectuant la collecte, le pré-traitement, l'épuration, l'infiltration, ou le rejet des eaux usées domestiques des immeubles non raccordés au réseau public d'assainissement ».
Le contrôle du respect des normes et de la législation en vigueur sur l’ANC a, depuis la seconde loi sur l’eau de 1992, été transféré des services déconcentrés de l’État vers un service public distinct, le service public de l’assainissement non collectif (SPANC).
De compétence communale, le SPANC est chargé de rendre un service public industriel et commercial (SPIC) aux particuliers non raccordés aux réseaux publics d’assainissement dans l’objectif de permettre la préservation de l’environnement ainsi que celle de la santé publique ».

## Principe du traitement biologique
Le traitement est mécanique et biologique: on filtre les impuretés grâce au média filtrant et on utilise les micro-organismes ou bactéries naturellement présents dans l’eau pour transformer et dégrader les matières organiques. Moins dangereux pour l’homme et la nature que les procédés nécessitant l’adjonction de produits chimiques, il permet de rejeter les eaux traitées directement dans le milieu naturel ou de réutiliser l’eau en irrigation souterraine pour le jardin.
« Différents types d'effluents sont rejetés par une habitation : on appelle "eaux grises" les eaux provenant des lavabos, lave-linge, douche, etc. et "eaux vannes" les eaux rejetées par les toilettes. Ces dernières sont responsables à elles seules de 60 % de la pollution à traiter. Ces eaux usées contiennent des matières organiques, azotées et phosphorées, des micro-organismes pathogènes et des matières en suspension pouvant provoquer maladies, pollution organique et eutrophisation. Leur traitement permet donc d'éliminer ces risques et de sauvegarder les milieux naturels ».

### Phases de traitement
1. La décantation: séparation des matières en suspension, permettant de piéger au fond de la cuve les matières les plus lourdes, et de faire remonter en surface les plus légères. L’eau décantée est ensuite redirigée vers le second bassin.
2. Le bassin de réaction et de filtration: dans ce bassin, les eaux passent au travers d'une matière épuratrice qui sert à la fois de filtre et de support aux bactéries. Les eaux sont donc traitées mécaniquement  par filtration physique et par purification biologique.

À contrario, le principe de fonctionnement d’une fosse septique repose principalement sur la décantation, permettant uniquement de séparer les matières en suspension des liquides. Préalablement, l’utilisation d’un bac à graisse est souvent nécessaire pour retenir les diverses graisses de la maison. En sortie de fosse, un système d’épandage dans le sol joue ensuite le rôle de filtration/épuration. C’est le sol qui se charge donc de l’épuration des eaux usées.

## Avantages des filtres compacts
Ces procédés de traitement à boues sont écologiques dans la mesure où ils n’utilisent aucun produit chimique pour traiter les eaux usées. Elles sont également sans odeur car il n'y a pas de fermentation prolongée. Leur avantage tient également dans l'absence totale de consommation énergétique.
La surface au sol d’un filtre compact est d’environ 5 m2 (contre minimum environ 25 m2 pour une solution avec filtre à sable), et nécessite en France un épandage souterrain sauf conditions particulières (sols qui n'acceptent pas l'infiltration de l'eau, nappe phréatique pas assez profonde). Cette faible surface au sol engendre une certaine facilité d'installation ainsi que peu de travaux de terrassement.

## Les agréments spécifiques en France
À la suite des nombreuses problématiques de qualité des eaux épurées dues bien souvent à une mauvaise installation ou conception, le ministère de l'environnement français a mis en place une mesure de qualification sur les différents types de filtres compacts.

## Les marquages qualité en France
En Assainissement Non Collectif, il existe différentes démarches volontaires par les fabricants pour apporter des éléments de preuve ou d’appréciation de performance vis-à-vis d'exigences d'ouvrage. Dans ces démarches, on retrouve l'Avis Technique qui est une procédure décrite et encadrée par l'arrêté du 2/12/1969, pilotée par le CSTB et impliquant l'expertise de groupes spécialisés. Cet Avis Technique est "une procédure qui s’appuie sur une analyse exhaustive des capacités du produit/procédé, en particulier sur des justifications accumulées dans les premières années d'existence et sur des résultats d'essais." Délivré de manière collégiale, il permet habituellement d'atteindre un niveau de sécurisation et de qualité comparable à celui de produits et procédés traditionnels. Pour l’emploi d’un produit ou composant relevant du marquage CE, l'avis est formulé dans un Document Technique d’Application (DTA). L'Avis Technique est généralement pris en compte dans les contrats d'assurance sans formalité particulière.
Sur base de cet Avis Technique, un marquage QB est délivré donnant ainsi une marque de certification garantissant la qualité et l’impartialité du processus de certification ainsi que son niveau d’exigence
On peut retrouver sur le site du CSTB les produits qui possèdent le marquage QB et l'Avis Technique.
Les produits possédant un marquage QB apparaissent dans la Liste Verte de la Commission Prévention Produits (C2P) qui est la liste des produits et/ou procédés bénéficiant d'un Avis Technique (ATec) en cours de validité et sont considérés comme technique courante par les assureurs. Les produits qui sont dans cette liste se voient couverts sans déclaration complémentaire par la garantie décennale de l'ouvrage principal assurant l'utilisateur final d'une garantie sur son produit.

## En Belgique, entretien obligatoire
Depuis le premier janvier 2018, les propriétaires d'un Système d’épuration individuelle (SEI) doivent être légalement couverts par un contrat d’entretien conclu avec un prestataire de services enregistré auprès de la SPGE (Société publique de Gestion de l’Eau),quelle que soit la taille du SEI. La fréquence minimale des entretiens dépend de la taille du système d’épuration : (< ou = 20 EH: 18 mois, entre 20 et 100 EH : 9 mois, > ou = 100 EH :4 mois).